# 柳貴家小雪
柳貴家 小雪（やなぎや こゆき、1976年7月17日 - ）は、落語協会に所属する太神楽師。所属事務所はオフィスまめかな。

## 経歴
- 1982年：水戸大神楽十八世宗家・三代目柳貴家正楽（実父）に師事[1]。
- 1986年：藤本流三味線名取り「藤本秀由音」となる[1]。
- 1998年：アメリカ国立美術館（ワシントン）公演[1]。
- 1998年：落語協会に入会する[1]。
- 1999年1月1日：この日より一人高座を務める[1]。
- 2002年：アメリカ・ポートランド公演[1]。
- 2002年：アメリカ『cannel 12』出演[1]。
- 2004年：ひとり舞台『柳貴家小雪の会-来し方・現・行く末-』公演[1]。
- 2007年：中国・広州、メキシコ公演[1]。
- 2008年：メキシコ公演[1]。